# Просветно-културно веће
Просветно-културно веће је било један од пет домова Савезне скупштине СФРЈ од 1963. до 1974. као веће делегата радних људи у радним заједницама. Постојало је и на нивоу социјалистичких република.

## Састав
Просветно-културно веће је имало 120 посланика. Посланичке кандидате су предлагали радни људи у радним заједницама одговарајуће области рада. Право да буде биран за члана Просветно-културног већа имао је сваки радни човек или члан органа управљања радне организације односно радне заједнице у одговарајућој области рада, члан органа управљања удружења радних организација и функционер синдиката у одговарајућој области рада. Посланик је постајао кандидат који је законом одређеном већином изабран у општинској скупштини односно у општинским скупштинама.

## Надлежности
Послове из надлежности Савезне скупштине СФРЈ вршило је Савезно веће (као веће делегата грађана у општинама и републикама) заједно са другим надлежним већем (као већем делегата радних људи у радним заједницама). Савезно веће је равноправно са Просветно-културним већем: претресало питања од интереса за радне заједнице из области просвете, науке, уметности и других области културе, физичке културе, као и друга питања из тих области; доносило законе и друге акте у тим областима.

## Председници већа
| Председници Социјално-здравственог већа већа 1963—1974. | Председници Социјално-здравственог већа већа 1963—1974. | Председници Социјално-здравственог већа већа 1963—1974. | Председници Социјално-здравственог већа већа 1963—1974. | Председници Социјално-здравственог већа већа 1963—1974. | Председници Социјално-здравственог већа већа 1963—1974. | Председници Социјално-здравственог већа већа 1963—1974. | Председници Социјално-здравственог већа већа 1963—1974. |
| назив скупштине                                         | сазив                                                   | број                                                    | име и презиме                                           | почетак мандата                                         | крај мандата                                            | напомена                                                | реф                                                     |
| ------------------------------------------------------- | ------------------------------------------------------- | ------------------------------------------------------- | ------------------------------------------------------- | ------------------------------------------------------- | ------------------------------------------------------- | ------------------------------------------------------- | ------------------------------------------------------- |
| Савезна скупштина 1963—1969.                            | 5 сазив 1963—1958.                                      | 1                                                       | Никола Секулић (1911—2002)                              | 29. јун 1963.                                           | 17. мај 1965.                                           |                                                         | [ 4 ]                                                   |
| Савезна скупштина 1963—1969.                            | 5 сазив 1963—1958.                                      | 2                                                       | Ђуро Кладарин (1916—1987)                               | 17. мај 1965.                                           | 16. мај 1967.                                           |                                                         | [ 5 ]                                                   |
| Савезна скупштина 1963—1969.                            | 5 сазив 1963—1958.                                      | 2                                                       | Ђуро Кладарин (1916—1987)                               | 16. мај 1967.                                           | 15. мај 1969.                                           | [ 6 ]                                                   |                                                         |
| Савезна скупштина 1963—1969.                            | 6 сазив 1969—1974.                                      | 3                                                       | Авгушчин Лах (1924—2010)                                | 15. мај 1969.                                           | 16. мај 1974.                                           |                                                         | [ 7 ]                                                   |